# St. Peter und Paul (Laupheim)
Die Pfarrkirche St. Peter und Paul ist eine katholische Pfarrkirche in Laupheim.

## Lage und Beschreibung

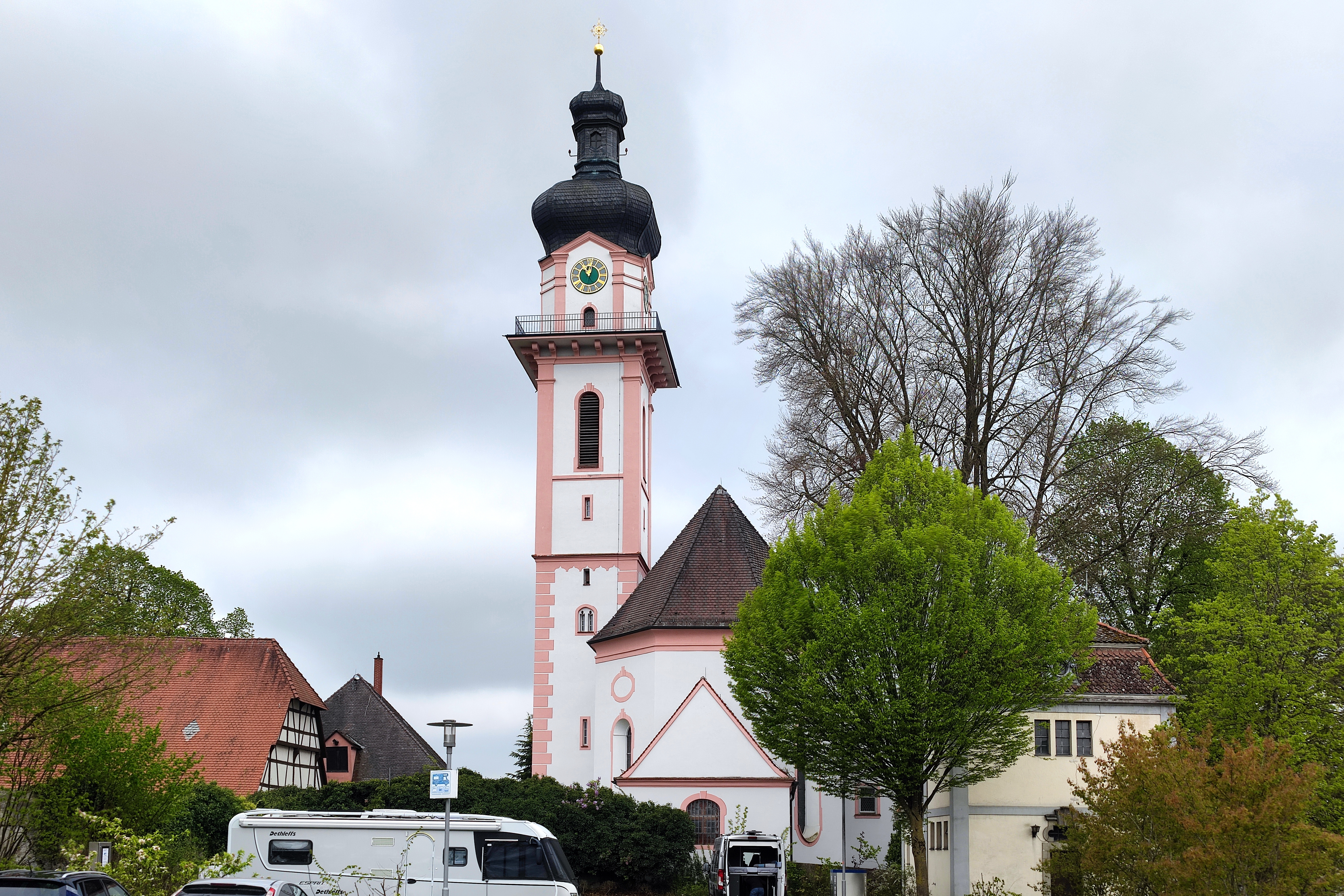
St. Peter und Paul

Die Kirche ist den Aposteln Petrus und Paulus geweiht und ist neben der Marienkirche, der Wallfahrts- und Friedhofskirche St. Leonhard und der Laupheimer Krankenhauskapelle eines von vier Gotteshäusern der katholischen Kirchengemeinde Sankt Petrus und Paulus in Laupheim. Sie befindet sich auf dem Kirchberg, oberhalb des Marktplatzes, und bildet mit dem Pfarrhaus, der Zehntscheuer und einem Lindenbaum ein barockes Bauensemble in unmittelbarer Nachbarschaft zum Schloss Großlaupheim, das das Kulturhaus Laupheim sowie das Museum zur Geschichte von Christen und Juden beherbergt.
Der Saalbau gehört dem frühen Barock an und wurde 1623 bis 1667 vom italienischen Baumeister Martino Barbieri erbaut, einem Verwandten des durch seine Eichstätter Bauten bekannten Giovanni Domenico Barbieri. Die Deckenfresken stammen von Anton Wenzeslaus Haffe aus Dillingen, der auch die Fresken für die Kirchen St. Martin in Holzheim, St. Sebastian in Holzheim, St. Martin in Pfaffenhofen an der Zusam und St. Michael in Bertoldshofen angefertigt hat. Die Kanzel wurde von Dominikus Hermenegild Herberger gestaltet. Gegenüber der Kanzel befindet sich ein Gemälde von Georg Bergmiller, das eine der ältesten Ansichten der Stadt Laupheim zeigt. Der nördliche Seitenaltar beherbergt eine Mondsichelmadonna, die zuvor im Kloster Söflingen beheimatet war.

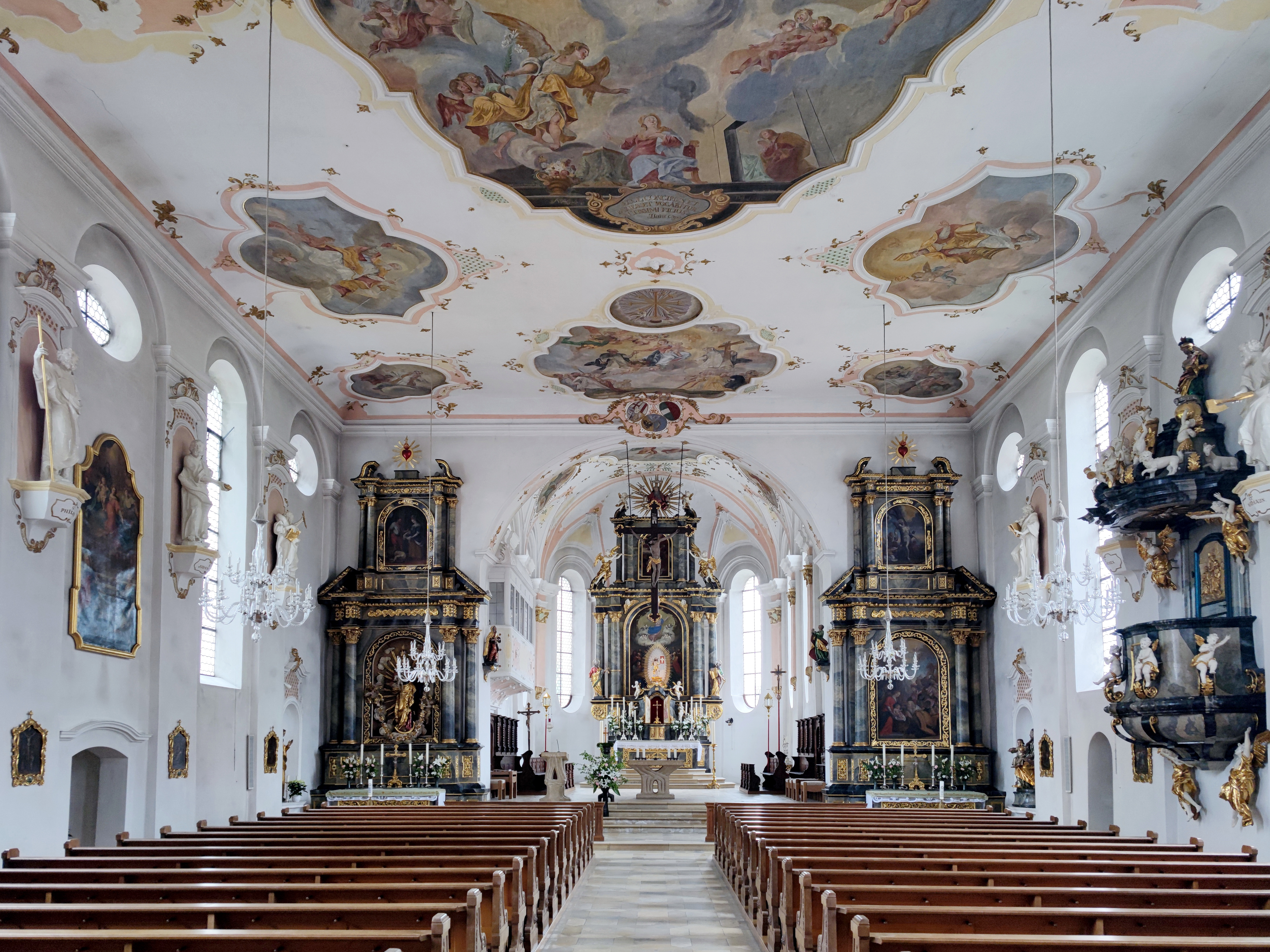
St. Peter und Paul: Innenraum
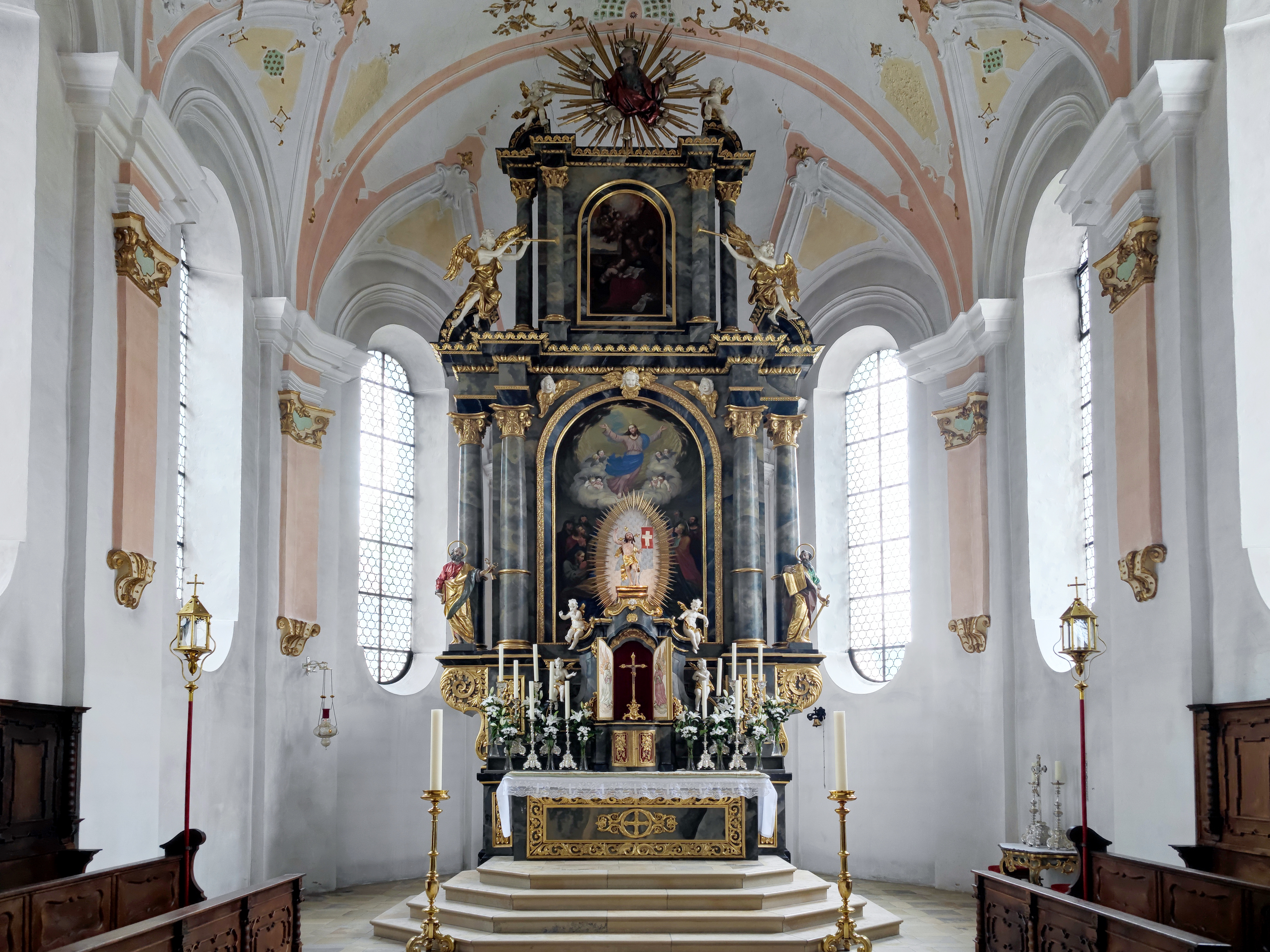
St. Peter und Paul: Hochaltar
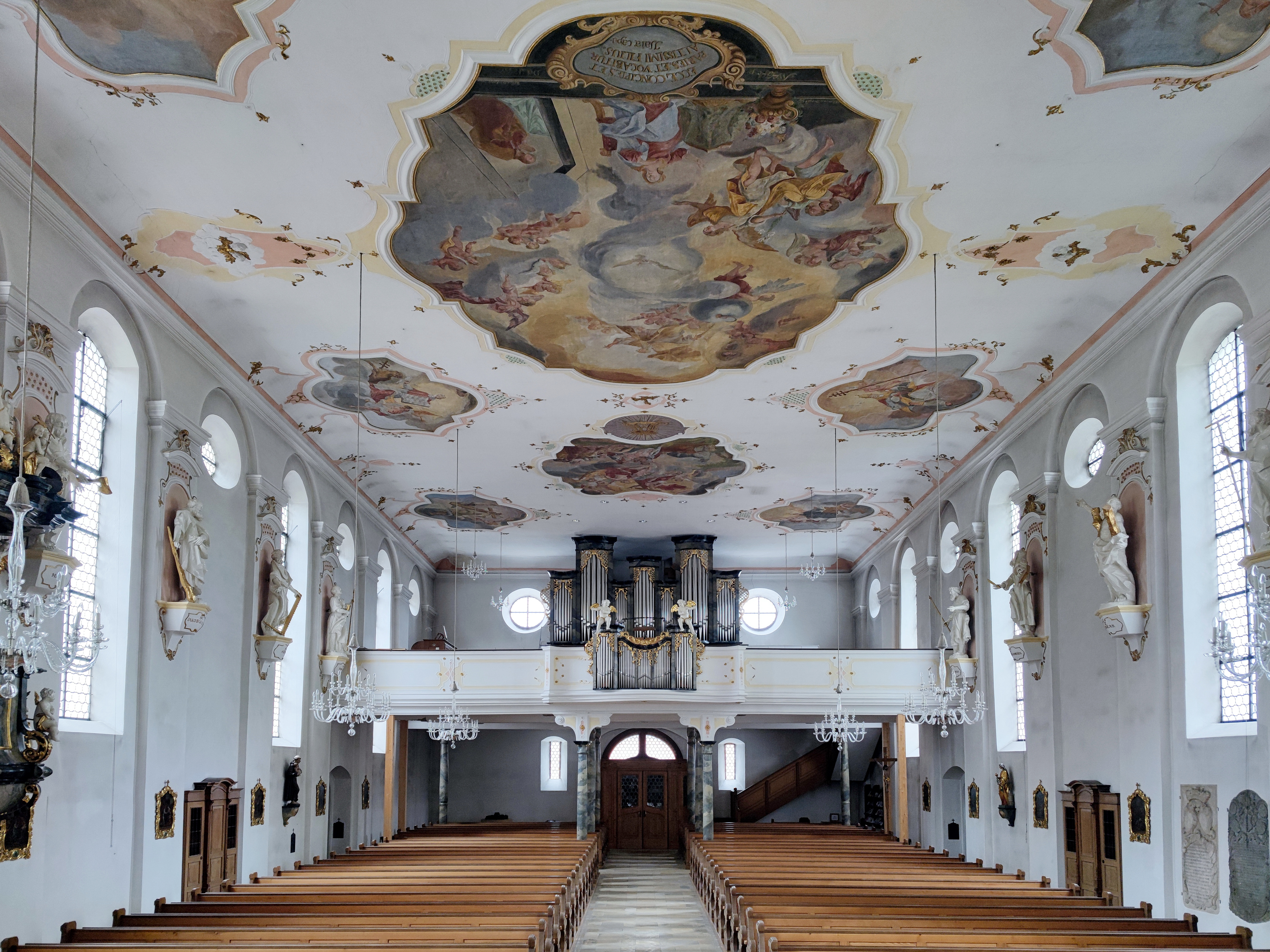
St. Peter und Paul: Empore mit Orgel